# Wassili Lwowitsch Sapelnikow
Wassili Lwowitsch Sapelnikow (russisch Василий Львович Сапельников; * 21. Oktoberjul. / 2. November 1867greg. in Odessa; † 17. März 1941 in San Remo) war ein russischer Komponist und besonders virtuoser Pianist.

## Leben
Er studierte am Konservatorium St. Petersburg bei Louis Brassin, nach dessen Tod 1884 bei Sophie Menter und Anatoli Ljadow.
1888 bis 1889 begleitete er Tschaikowski auf einer Konzertreise durch Europa. In Hamburg spielte er 1888 bei einem Konzert der Philharmonischen Gesellschaft dessen 1. Klavierkonzert, das bis dahin als unspielbar galt. Der große Erfolg dieses Auftritts  machte ihn auf einen Schlag bekannt. Er spielte dieses Stück auch als erster Pianist in London, ebenfalls mit enormem Erfolg. Anschließend unternahm er Konzerttourneen durch ganz Europa und wurde ein gefragter und geschätzter Konzertpianist, der gelegentlich auch als Dirigent tätig war. Von 1897 bis 1898 wirkte er als Professor am Moskauer Konservatorium, wo unter anderem Medtner zu seinen Schülern zählte.
Im Frühjahr 1910 nahm er zwölf Klavierstücke für das Reproduktionsklavier Welte-Mignon auf, darunter sechs eigene Werke.
Wohl 1912 ging er nach Leipzig. Er wohnte bis zum Ersten Weltkrieg dann auch in München und Berlin und von 1916 bis 1922 wieder in Odessa. Er emigrierte 1923 nach Deutschland und später nach Italien, wo er im 74. Lebensjahr verstarb.